# 納音
納音，是指將五音、十二律納入基於五行、干支的中國傳統曆法之中的一種律曆相合的學說。除律呂學與曆法研究外，它也被應用於中醫學、易學和術數等領域。

## 源流內容
睡虎地秦簡《日書》中記載一段標有「禹須臾」的文字，是目前所能見到的年代最早的納音五行的材料，也證明六十甲子納音的學說至遲在戰國晚期就已出現，其內容是以納音後的日期、時辰和五行，並配合每日早晚時刻，來占卜出行的吉凶。
沈括在《夢溪筆談》中介紹了「六十甲子納音」，其中稱「六十甲子有納音，鮮原其意，蓋六十律旋相為宮法也，一律含五音，十二律納六十音」，是目前能見到的最早詳細闡述此概念的文獻。陶宗儀在《南村輟耕錄》中記錄了其所見「日家一書」對六十甲子納音的論述。

## 外部鏈接
- 《三命通會》《論納音取象》 （页面存档备份，存于）